# Saint-Appolinard (Loire)
Saint-Appolinard ist eine französische Gemeinde mit 705 Einwohnern (Stand: 1. Januar 2022) im Département Loire in der Region Auvergne-Rhône-Alpes. Die Gemeinde gehört zum Arrondissement Saint-Étienne und ist Teil des Kantons Le Pilat. 

## Geografie
Saint-Appolinard liegt etwa 23 Kilometer ostsüdöstlich von Saint-Étienne. Umgeben wird Saint-Appolinard von den Nachbargemeinden Véranne im Norden, Maclas im Osten und Nordosten, Saint-Jacques-d’Atticieux im Süden und Osten, Saint-Julien-Molin-Molette im Südwesten sowie Colombier im Westen.
Saint-Appolinard liegt im Regionalen Naturpark Pilat. 

## Bevölkerungsentwicklung
| Jahr                       | 1962 | 1968 | 1975 | 1982 | 1990 | 1999 | 2006 | 2017 |
| -------------------------- | ---- | ---- | ---- | ---- | ---- | ---- | ---- | ---- |
| Einwohner                  | 383  | 352  | 338  | 370  | 427  | 526  | 590  | 678  |
| Quellen: Cassini und INSEE |      |      |      |      |      |      |      |      |

## Sehenswürdigkeiten
- Kirche Saint-Apollinard
- Museum